# The Luminous Fish Effect
The Luminous Fish Effect es el cuarto episodio de la serie de comedia The Big Bang Theory. Emitido por primera vez el 15 de octubre de 2007. Fue escrito por  Steven  Molaro, Chuck Lorre y Bill Prady, y dirigido por Mark Cendrowski.

## Referencia al título
The Luminous Fish Effect hace referencia a un de los experimentos que Sheldon Cooper, realiza o mejor dicho intenta realizar tras ser despedido por el nuevo jefe del departamento de física Dr. Eric Glablehauser. Anterior a este intentó mejorar el sabor de los huevos revueltos, y tras este tuvo una serie de experimentos no mencionados hasta que comienza a usar un telar para hacer ponchos, por lo que Leonard perturbado llama a su madre.

## Sinopsis
En la escena inicial del capítulo aparecen Leonard y Sheldon se arreglan para ir a una fiesta en la universidad, bajando las escalera Sheldon dice que no va a disfrutar de esta fiesta, y recuerda que la última fiesta del departamento el Dr Finkkleday le hablo durante 45 minutos sobre cuevas, y tras esto Leonard le sugiere que mejor solo saluden al nuevo jefe, lo feliciten y se larguen de ahí, a lo que Sheldon dice que sería algo como: “Encantado de conocerlo Doctor Glablehauser. Que suerte que la universidad lo haya contratado a pesar que no ha hecho ninguna investigación original en 25 años y en su lugar escribió una serie de libros populares que reducen los grandes conceptos de la ciencia en una serie de anécdotas tan estúpidas que se comparan con una diarrea mediocre. Mahalo (gracias en hawaiano)”. Leonard dice que el mahalo es un lindo detalle. Además le comenta que si los escalones fueran 2 mm más altos la gente se caería.
Ya en la fiesta vemos a Leonard, Sheldon y Rajesh sirviéndose unos aperitivos, a lo que Raj da gracias por el banquete, ya que no es de comida india, en eso llega Howard acompañado por Summer (apodo muy usado por estripers eróticas, y prostitutas) la cual al ver que Howard pasa su mano por su cintura le dice que si toca le cobra extras. Tras esto el profesor Glablehauser se acerca a saludar, y al saludar a Sheldon y preguntar su nombre este dice “un científico de los de verdad”. Tras esto vemos a Leonard y Sheldon subiendo las escaleras, este con una caja y sin poder creer que lo hayan despedido, a lo que Leonard responde “dijiste que era un profesor de ciencias de escuela secundaria con título, cuyo último experimento exitoso fue prender uno de sus propios gases". 
En la mañana Leonard ve a Sheldon haciendo unos huevos y este dice que está comprobando su hipótesis sobre la separación de las moléculas de agua de las proteínas del huevo y su impacto en el sabor. Leonard le comenta que si se disculpa le regresarán su empleo pero Sheldon comenta que este su primer día libre en años. Pero los huevos estaban en mal estado, y debido a la probabilidad Penny abre la puerta de su departamento diciendo que va de compras y si necesitaban algo, Sheldon pide 4 docenas de huevos distribuidas entre blancos y color, grandes, extra grandes y jumbo; pero Penny no lo capta y decide ir con ella. En el auto Penny descubre que despidieron a Sheldon, aunque este dice que a los físicos teóricos no despiden… pero si, además de comenta que debido a que digamos el auto pesa unos 2000 kg y van a 82 km/h y asumiendo que los frenos sean nuevos, de frenar súbitamente ocuparían el mismo lugar que el auto que está frente a ellos (era un buick el cual es un auto deportivo grande), un hecho imposible por la naturaleza ( en física dos cuerpos no pueden ocupar exactamente el mismo espacio) que se traduciría en muerte, y en vez de seguir explicando se maravilla al ver que construyeron un nuevo campo de minigolf.
En el súper, Sheldon se maravilla nuevamente al verse rodeado de gente ordinaria, y comenta que los tomates son técnicamente frutas, además de que Penny al comprar vitaminas solo va obtener una orina carísima porque su cuerpo no absorbe todas y que si eso quiere debería comprar manganeso, y devuelta en su departamento trata de convencerla para que compre tampones para los próximos 30-35 años por lo que se va ahorrar. Esta se enoja, cierra su puerta y Sheldon pregunta si podrían ir al minigolf.
Leonard llega a su departamento y encuentra Sheldon, quien trata de hacer bioluminiscentes a unos peces, algo solo presente en los organismos de los abismos marinos medusa y pulpos, y diciendo que se podría hacer millonario con los peces luminosos además hacer de una compañía de tampones que brillan en la oscuridad.
Leonard sube las escaleras con la madre de Sheldon (Mary cooper), comentándole que todos días tiene una obsesión, y que esta es particularmente perturbarte, al abrir la puerta vemos Sheldon vestido con un poncho y tejiendo en un telar. Nos enteramos que Sheldon no sale de la casa desde hace un mes, cuando fue con Penny de compras. Sheldon se enfada con Leonard por delatarlo con su madre y se encierra en su cuarto.
Su madre prepara la cena para todos, pollo con tarta, y cuenta que Sheldon siempre es así. Sheldon sale del cuarto y su madre dice que no lo asunten que es como un venado bebe, pero Leonard se enoja con él y le grita, a lo que Sheldon se vuelve a esconder en su cuarto, y la madre de Sheldon le dice:"Tú no cazas".
Tras esto ella decide arreglarlo, entra a la habitación de este y lo ve haciendo un modelo del ADN de una forma de vida basada en Silicio, según dice Sheldon; la madre de Sheldon lo obliga a vestir e ir a la oficina de su jefe para que se disculpe, este se niega porque no dijo nada falso, pero su madre le recuerda que desde los 4 años le viene diciendo que no andar por ahí diciendo que es más listo que los demás porque a la gente no le agrada, y que recuerde las golpizas que le dieron los niños del barrio.
Una vez en la oficina de Glablehauser, Sheldon se disculpa a su manera, pero Glablehauser está más interesado en la madre de Sheldon y le pregunta “Sheldon, ¿no deberías estar trabajando?”, entonces él se va. Y una vez en su cama le dice a su madre: “Mamá, ¿el Dr Glablehauser va a ser mi nuevo padre?” y ella le dice que ya lo verán. Al apagar las luces de la habitación Sheldon se acomoda de lado, para ver la pecera sobre su mesita y en ella hay un pez que la ilumina con una luz rojiza.